# Marina Erakovic
Marina Erakovic (croat: Marina Eraković; Split, Iugoslàvia, 6 de març de 1988) és una tennista professional retirada de Nova Zelanda.
Va guanyar un títol individual i vuit en dobles, arribant als llocs 39 i 25 dels respectius rànquings. El 2004, fent parella amb Michaella Krajicek, va conquerir l'US Open júnior, i el 2005, juntament amb Viktória Azàrenka, va guanyar l'Open d'Austràlia júnior. A més, Erakovic va ser finalista a Wimbledon el 2004 i 2005 en categoria júnior formant parella amb Monica Niculescu. Amb dinou anys ja va esdevenir la millor tennista neozelandesa de tota la seva història.

## Biografia
Filla de Mladen i Ljiljana, té una germana anomenada Djurdjica. Tot i que va néixer a Split, actual Croàcia, es va traslladar als 6 anys amb la seva família a Auckland, on resideix actualment.

## Palmarès

### Individual: 5 (1−4)
| Llegenda                                  |
| ----------------------------------------- |
| Grand Slam (0−0)                          |
| WTA Tour Championships / WTA Finals (0−0) |
| Premier Mandatory (0−0)                   |
| Premier 5 (0−0)                           |
| Premier (0−0)                             |
| International (1−4)                       |

| Títols per superfície |
| --------------------- |
| Dura (1−1)            |
| Gespa (0−0)           |
| Terra batuda (0−1)    |
| Moqueta (0−2)         |

| Resultat   | Núm. | Data                   | Torneig               | Superfície   | Oponent          | Marcador      |
| ---------- | ---- | ---------------------- | --------------------- | ------------ | ---------------- | ------------- |
| Finalista  | 1.   | 17 de setembre de 2011 | Quebec, Canadà        | Moqueta (i)  | Barbora Strýcová | 6−4, 1−6, 0−6 |
| Finalista  | 2.   | 26 de febrer de 2012   | Memphis, Estats Units | Dura (i)     | Sofia Arvidsson  | 3−6, 4−6      |
| Guanyadora | 1.   | 23 de febrer de 2013   | Memphis               | Dura (i)     | Sabine Lisicki   | 6−1, retirada |
| Finalista  | 3.   | 15 de setembre de 2013 | Quebec (2)            | Moqueta (i)  | Lucie Šafářová   | 4−6, 3−6      |
| Finalista  | 4.   | 30 d'abril de 2016     | Rabat, Marroc         | Terra batuda | Timea Bacsinszky | 2−6, 1−6      |

### Dobles: 16 (8−8)
| Abans de 2009                | Després de 2009         |
| ---------------------------- | ----------------------- |
| Grand Slam (0−0)             |                         |
| WTA Tour Championships (0−0) |                         |
| Tier I (0−0)                 | Premier Mandatory (0−1) |
| Tier II (0−0)                | Premier 5 (0−0)         |
| Tier III (3−1)               | Premier (1−1)           |
| Tier IV i V (0−0)            | International (4−5)     |

| Títols per superfície |
| --------------------- |
| Dura (6−4)            |
| Gespa (2−1)           |
| Terra batuda (0−3)    |

| Resultat   | Núm. | Data                 | Torneig                         | Superfície   | Parella                | Oponents                                 | Marcador               |
| ---------- | ---- | -------------------- | ------------------------------- | ------------ | ---------------------- | ---------------------------------------- | ---------------------- |
| Finalista  | 1.   | 24 de maig de 2008   | Istanbul, Turquia               | Terra batuda | Polona Hercog          | Jill Craybas Olga Govortsova             | 1−6, 2−6               |
| Guanyadora | 1.   | 21 de juny de 2008   | 's-Hertogenbosch, Països Baixos | Gespa        | Michaella Krajicek     | Līga Dekmeijere Angelique Kerber         | 6−3, 6−2               |
| Guanyadora | 2.   | 5 d'octubre de 2008  | Tòquio, Japó                    | Dura         | Jill Craybas           | Ayumi Morita Aiko Nakamura               | 4−6, 7−5, [10−6]       |
| Guanyadora | 3.   | 26 d'octubre de 2008 | Luxemburg, Luxemburg            | Dura (i)     | Sorana Cîrstea         | Vera Dushevina Maria Korítseva           | 2−6, 6−3, [10−8]       |
| Guanyadora | 4.   | 14 de febrer de 2010 | Pattaya, Tailàndia              | Dura         | Tamarine Tanasugarn    | Anna Txakvetadze Ksenia Pervak           | 7−5, 6−1               |
| Finalista  | 2.   | 24 de juliol de 2010 | Portorož, Eslovènia             | Dura         | Anna Txakvetadze       | Maria Kondratieva Vladimíra Uhlířová     | 4−6, 6−2, [7−10]       |
| Finalista  | 3.   | 8 de gener de 2011   | Auckland, Nova Zelanda          | Dura         | Sofia Arvidsson        | Květa Peschke Katarina Srebotnik         | 3−6, 0−6               |
| Guanyadora | 5.   | 16 d'octubre de 2011 | Linz, Àustria                   | Dura (i)     | Ielena Vesninà         | Julia Görges Anna-Lena Grönefeld         | 7−5, 6−1               |
| Finalista  | 4.   | 14 de gener de 2012  | Hobart, Austràlia               | Dura         | Chuang Chia-jung       | Irina-Camelia Begu Monica Niculescu      | 7−6(4), 6−7(4), [5−10] |
| Guanyadora | 6.   | 16 de juliol de 2012 | Stanford, Estats Units          | Dura         | Heather Watson         | Jarmila Gajdošová Vania King             | 7−5, 7−6(7)            |
| Guanyadora | 7.   | 24 d'agost de 2012   | Dallas, Estats Units            | Dura         | Heather Watson         | Līga Dekmeijere Irina Falconi            | 6−3, 6−0               |
| Finalista  | 5.   | 11 de maig de 2013   | Madrid, Espanya                 | Terra batuda | Cara Black             | Anastassia Pavliutxénkova Lucie Šafářová | 2−6, 4−6               |
| Finalista  | 6.   | 25 de maig de 2013   | Estrasburg, França              | Terra batuda | Cara Black             | Kimiko Date-Krumm Chanelle Scheepers     | 4−6, 6−3, [12−14]      |
| Finalista  | 7.   | 16 de juny de 2013   | Birmingham, Regne Unit          | Gespa        | Cara Black             | Ashleigh Barty Casey Dellacqua           | 5−7, 4−6               |
| Guanyadora | 8.   | 20 de juny de 2014   | 's-Hertogenbosch (2)            | Gespa        | Arantxa Parra Santonja | Michaella Krajicek Kristina Mladenovic   | 0−6, 7−6(5), [10−8]    |
| Finalista  | 8.   | 23 d'agost de 2014   | New Haven, Estats Units         | Dura         | Arantxa Parra Santonja | Sílvia Soler Espinosa Andreja Klepač     | 5−7, 6−4, [7−10]       |

## Trajectòria

### Individual
| Open d'Austràlia | A           | A           | Q2          | Q1 | 2R          | 1R          | Q2          | 2R | 1R          | 2R          | 1R          | Q1  | 1R  | 0 / 7 | 3 – 7 |
| Roland Garros | A           | Q2          | Q1          | 2R | A           | A           | 1R          | 1R | 3R          | 2R          | 1R          | Q1  | 1R  | 0 / 7 | 4 – 7 |
| Wimbledon | A           | A           | Q1          | 3R | A           | Q2          | 2R          | 2R | 3R          | 1R          | 1R          | 3R  | 1R  | 0 / 8 | 8 – 8 |
| US Open | Q3          | A           | Q3          | 1R | A           | A           | 1R          | 1R | 1R          | 2R          | 1R          | Q1  | Q1  | 0 / 6 | 1 – 6 |
| Jocs Olímpics | No celebrat | No celebrat | No celebrat | 1R | No celebrat | No celebrat | No celebrat | 1R | No celebrat | No celebrat | No celebrat | A   | NC  | 0 / 2 | 0 – 2 |
| Rànquing a final d'any | 213         | 160         | 161         | 60 | 232         | 324         | 61          | 67 | 48          | 76          | 134         | 113 | 164 |       |       |
| Llegenda: G: Guanyadora; F: Finalista; SF: Semifinalista; QF: Quarts de final; Q: Qualificació; A: Absent; RR: Round Robin; |             |             |             |    |             |             |             |    |             |             |             |     |     |       |       |

### Dobles
| Open d'Austràlia | A   | A  | 1R  | 1R | 1R | 1R | 1R | 1R | 1R  | A   | A   | 0 / 7 | 0 – 7 |
| Roland Garros | A   | 1R | A   | A  | A  | 2R | QF | QF | 1R  | A   | A   | 0 / 5 | 7 – 5 |
| Wimbledon | A   | 1R | A   | 1R | SF | 3R | 2R | 1R | 2R  | A   | A   | 0 / 7 | 8 – 7 |
| US Open | A   | QF | A   | A  | 1R | 1R | 3R | 2R | A   | 2R  | A   | 0 / 6 | 7 – 6 |
| Rànquing a final d'any | 258 | 43 | 351 | 82 | 48 | 54 | 28 | 42 | 110 | 159 | 276 |       |       |
| Llegenda: G: Guanyadora; F: Finalista; SF: Semifinalista; QF: Quarts de final; Q: Qualificació; A: Absent; RR: Round Robin; |     |    |     |    |    |    |    |    |     |     |     |       |       |